# Fletxa Valona 2008
La Fletxa Valona 2008 és una cursa ciclista que es disputà el 23 d'abril de 2008 i que fou guanyada pel luxemburguès Kim Kirchen del Team High Road. Aquesta fou la 72a edició de Fletxa Valona, i es disputà sobre una distància de 199,5 km, entre les ciutats belgues de Charleroi i Huy. El temps del vencedor fou de 4 hores, 35 minuts i 20 segons. L'australià Cadel Evans del Silence-Lotto i l'italià Damiano Cunego del Lampre foren segon i tercer respectivament.
Enguany, i per divergències amb l'UCI aquesta cursa no forma part de l'UCI ProTour, de la mateixa manera que la resta de curses organitzades per l'ASO.

## Classificació final
|    | Ciclista              | Equip            | Temps      |
| -- | --------------------- | ---------------- | ---------- |
| 1  | Kim Kirchen           | High Road        | 4h 35' 29" |
| 2  | Cadel Evans           | Silence-Lotto    | + 0' 01"   |
| 3  | Damiano Cunego        | Lampre           | + 0' 02"   |
| 4  | Robert Gesink         | Rabobank         | m. t.      |
| 5  | Thomas Dekker         | Rabobank         | m. t.      |
| 6  | Davide Rebellin       | Gerolsteiner     | m. t.      |
| 7  | Michael Albasini      | Liquigas         | + 0' 08"   |
| 8  | Joaquim Rodríguez     | Caisse d'Epargne | + 0' 10"   |
| 9  | Christian Pfannberger | Barloworld       | + 0' 15"   |
| 10 | John Gadret           | Ag2r-La Mondiale | + 0' 20"   |